# Championnat de France de hockey sur glace 1921-1922
Saison précédente Saison suivante
La saison 1921-1922 est la 8e saison du championnat de France de hockey sur glace.

## Bilan
Le club du Sports d’Hiver Paris est champion de France pour la première fois.